# Сивашов, Борис Алексеевич
Бори́с Алексе́евич Сивашо́в (род. 2 марта 1930) — советский тракторист-машинист колхоза «Коммунар» Уссурийского района Приморского края, Герой Социалистического Труда. 
На момент награждения в 1989 году орденом Ленина и Золотой медалью «Серп и Молот» Борис Алексеевич Сивашов являлся старейшим механизатором колхоза «Коммунар». Указ о присвоении был подписан тогдашним председателем Верховного Совета СССР Михаилом Сергеевичем Горбачёвым 25 августа 1989 года и через два дня опубликован в № 239(25957) газеты Правда. В указе было отмечено, что это награждение за «достижение выдающихся результатов в увеличении производства продукции земледелия на основе применения передовых и прогрессивных методов организации труда, проявленную трудовую доблесть».